# ريبون (شمال يوركشير)
ريبون (بالإنجليزية: Ripon)‏ هي مدينة كاتدرائية وبلده بهاروغيت في مقاطعة شمال يوركشير بإنجلترا .وهي تقع عند التقاء اثنين من روافد نهر أور ، ريبون تعد رابع أصغر مدينة في انكلترا. وفقا لتعداد 2011 المملكة المتحدة كان عدد سكانها من 16702
، تشتهر المدينة بكاتدرائية ريبون والتي تعتبر مهمة معماريا، فضلا عن مضمار ريبون .فهي مقصد سياحي بسبب قربها إلى اليونسكو للتراث العالمي الذي يتكون من رويال بارك ستادلي و نوافير دير .

## توأمة
لريبون (شمال يوركشير) اتفاقيات توأمة مع:
- فوا

## أعلام
- ماثيو كلير
- سيمون غرايسون
- نعومي جاكوب
- بيلي مارتن
- أنتوني بورتون
- جورج روبنسون
- جون إس. هورنر